# Chapelle Notre-Dame-de-la-Serra de Calvi
Pour les articles homonymes, voir Notre-Dame et Serra.
Notre-Dame de la Serra ou chapelle de Notre Dame de la Serra (de la Montagne, en corse) est une chapelle de style baroque corse du XIXe siècle, et un sanctuaire marial dédié à Notre-Dame, de Calvi, en Balagne en Haute-Corse. 

## Historique
Cette chapelle est édifiée en 1479 sur un promontoire du maquis des hauteurs du massif du Monte Cinto, à environ 200 m d'altitude et 3 km au sud-ouest de Calvi. Elle est reconstruite entre 1850 et 1860, en style baroque corse, sur les ruines de sa destruction lors du siège de Calvi (1794) de la Révolution française. 

Vue sur Calvi et golfe de Calvi
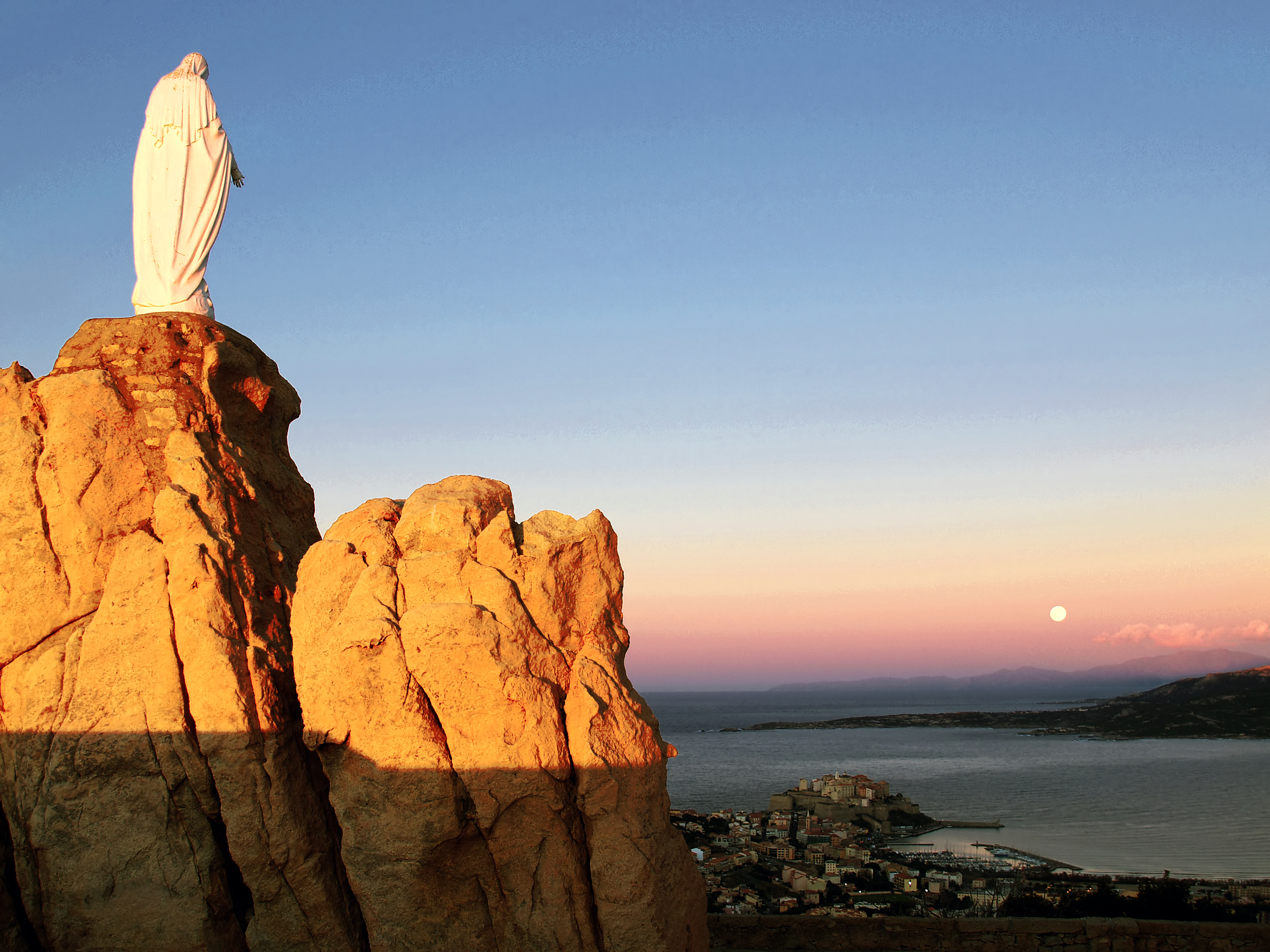

Un mur de la chapelle de ce lieu de culte marial du diocèse d'Ajaccio est revêtu d'ex-votos. La statue monumentale en marbre de la vierge Marie (sainte protectrice de Calvi et des marins-pêcheurs de Balagne) est érigée en 1935. La ville de Calvi lui consacre un pèlerinage marial annuel début septembre, avec une procession depuis l'église Sainte-Marie-Majeure de Calvi,,,. 

Vue sur le massif du Monte Cinto
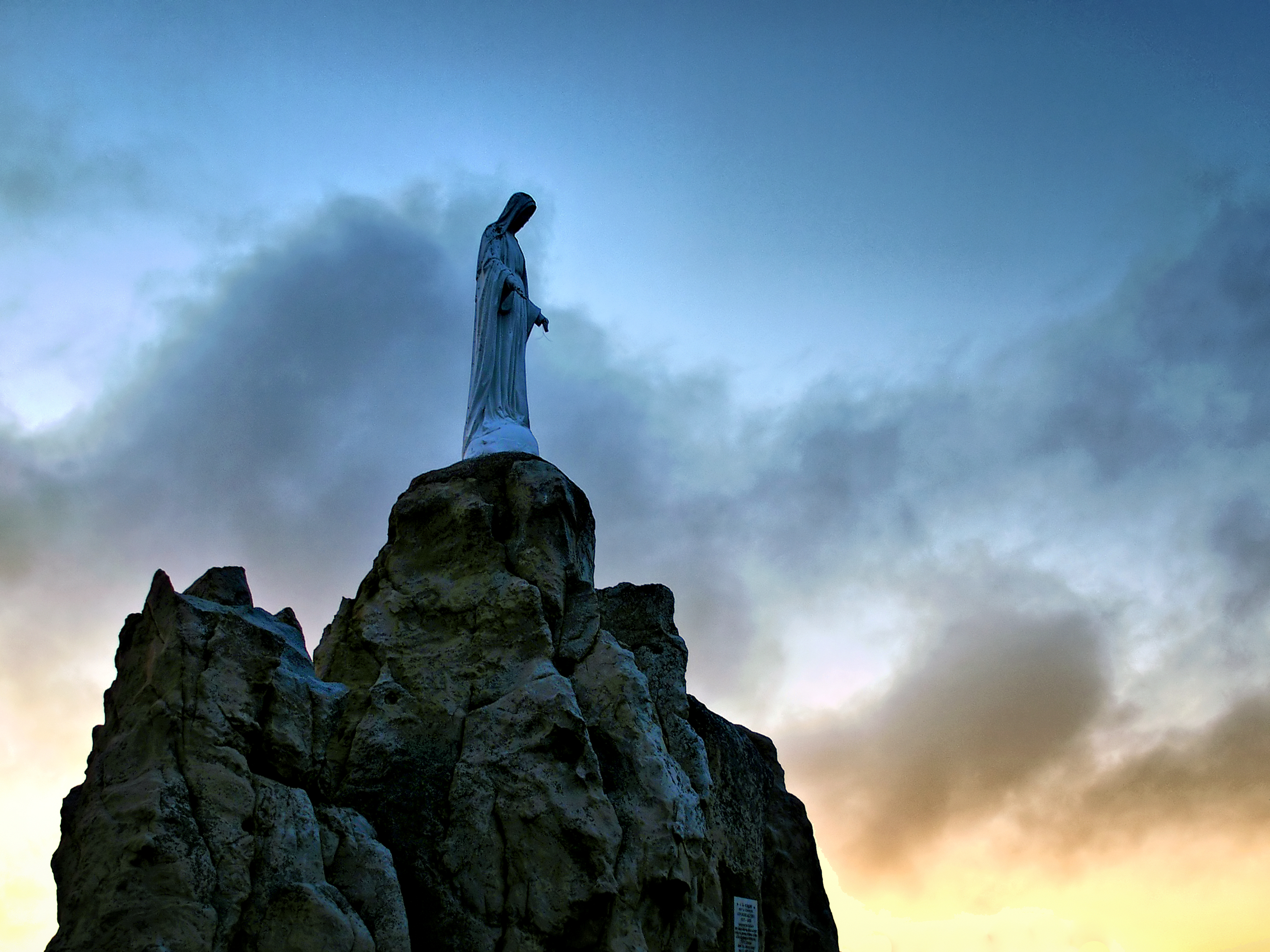
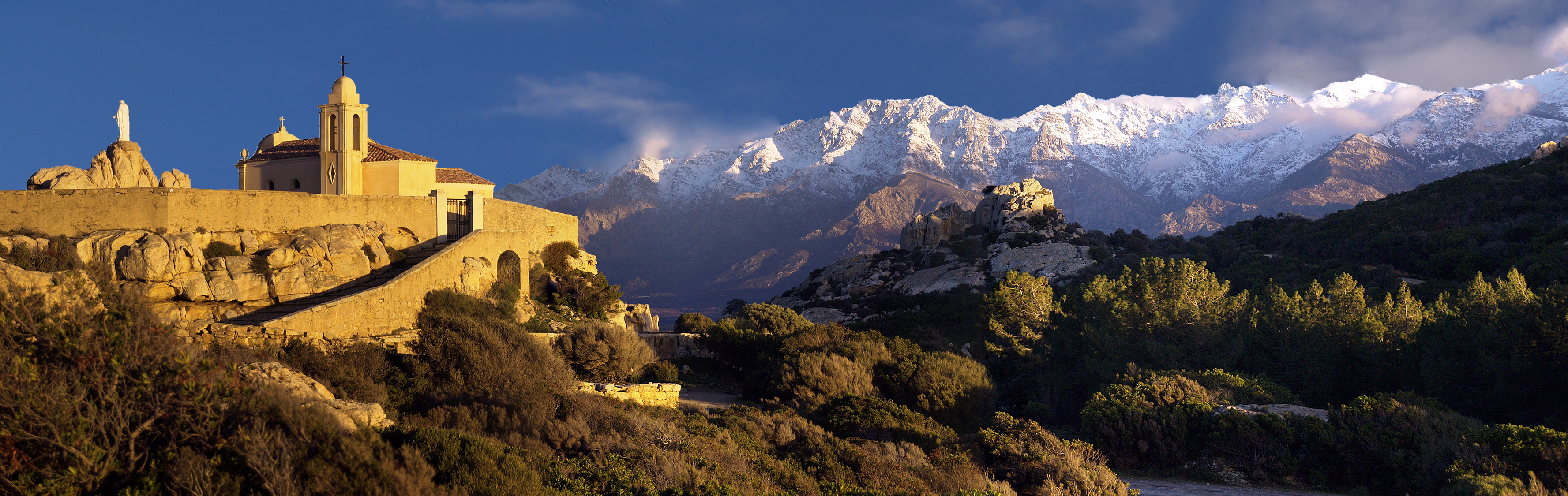

Situé au bout du chemin Notre-Dame de la Serra, ce site géographique corse offre un point de vue panoramique de contemplation pittoresque et spectaculaire exceptionnel à 360° sur la ville de Calvi, sa citadelle, son port, ses golfe de Calvi et golfe de la Revellata de la mer Méditerranée et son massif du Monte Cinto environnant,.